# Biserica de lemn Sfânta Treime din Julița

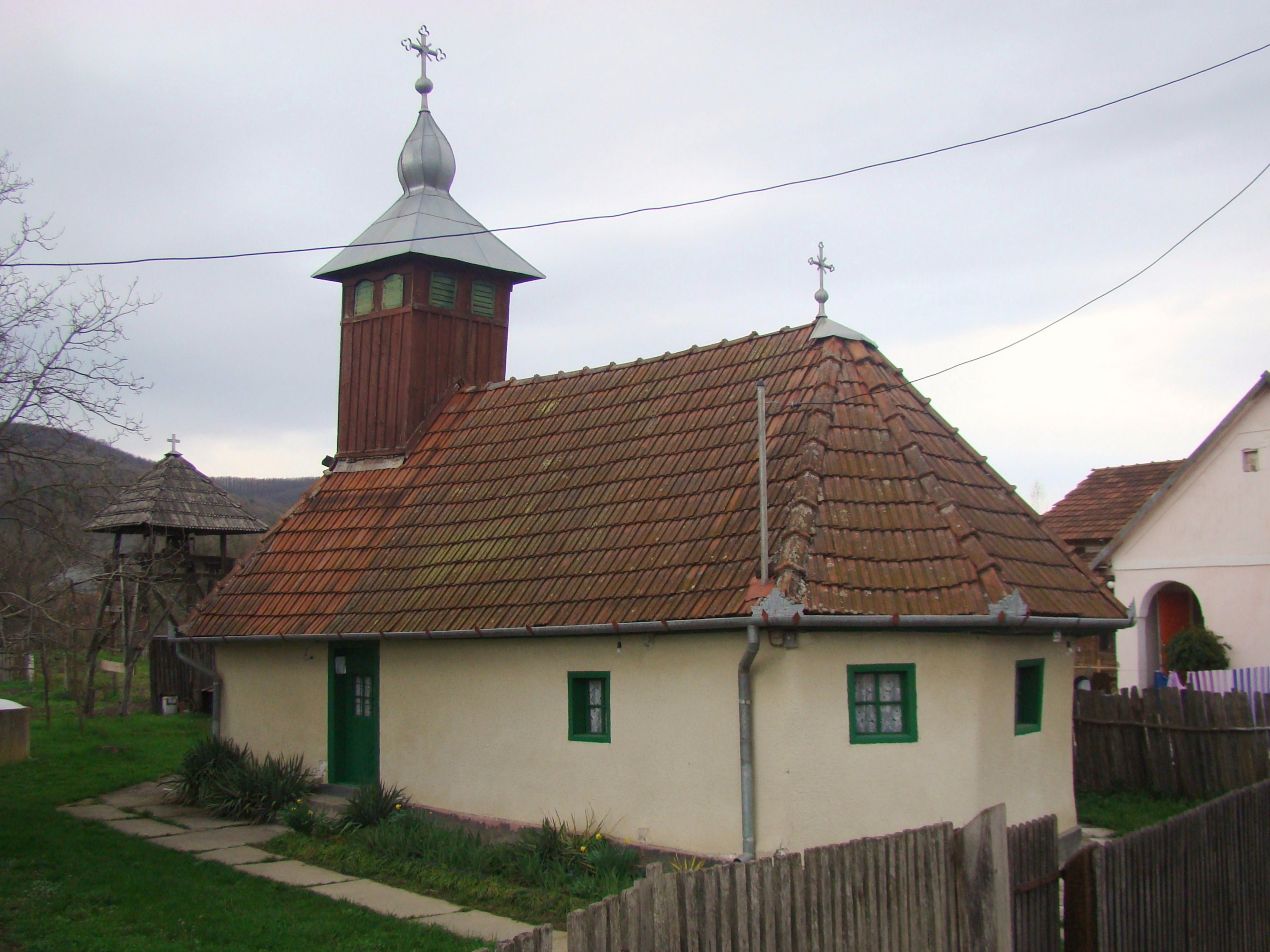
Biserica de lemn „Sfânta Treime” din Julița, comuna Vărădia de Mureș, județul Arad, foto: aprilie 2013.

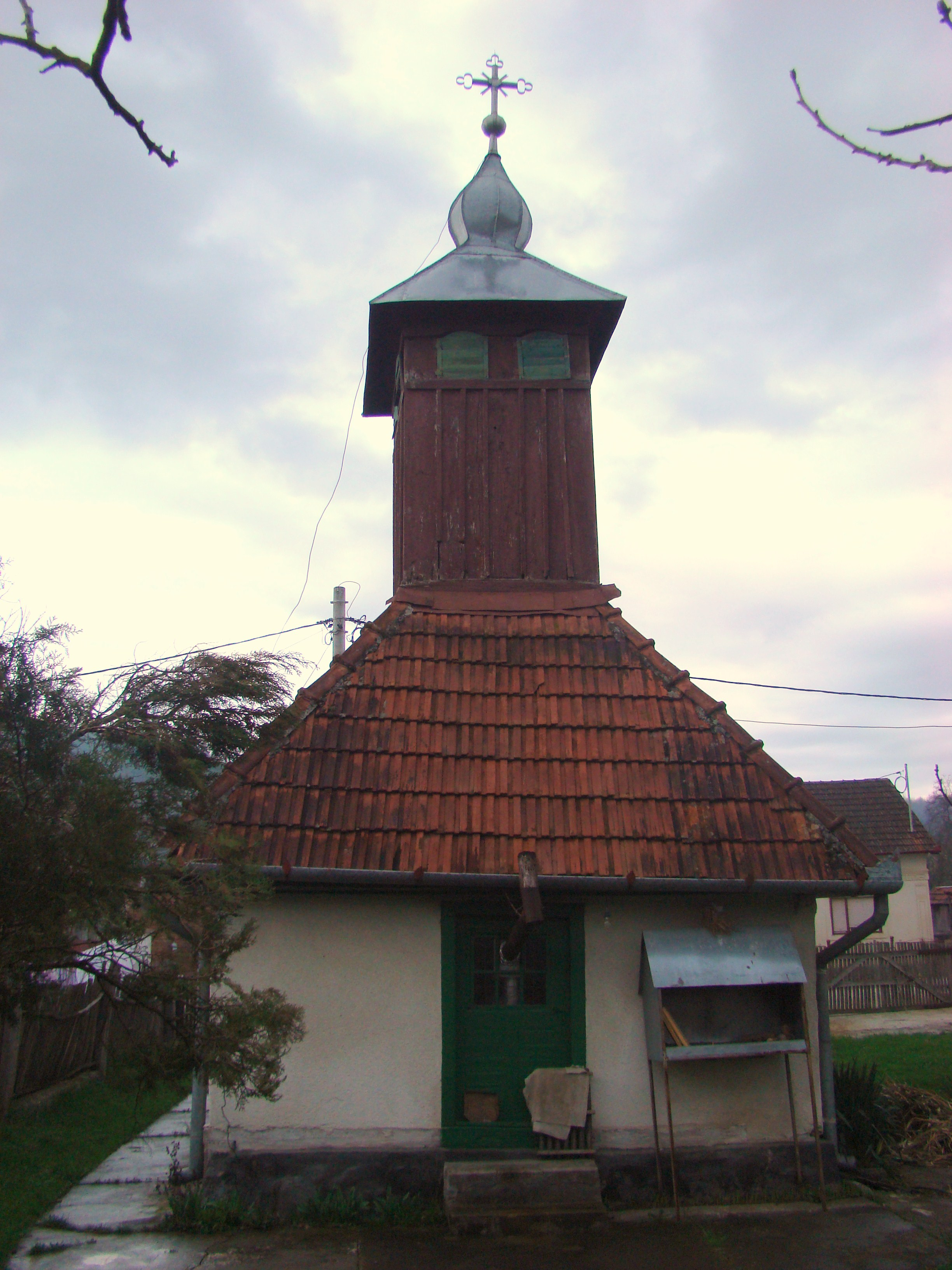
Biserica de lemn „Sfânta Treime” din Julița, comuna Vărădia de Mureș, județul Arad, foto: aprilie 2013.

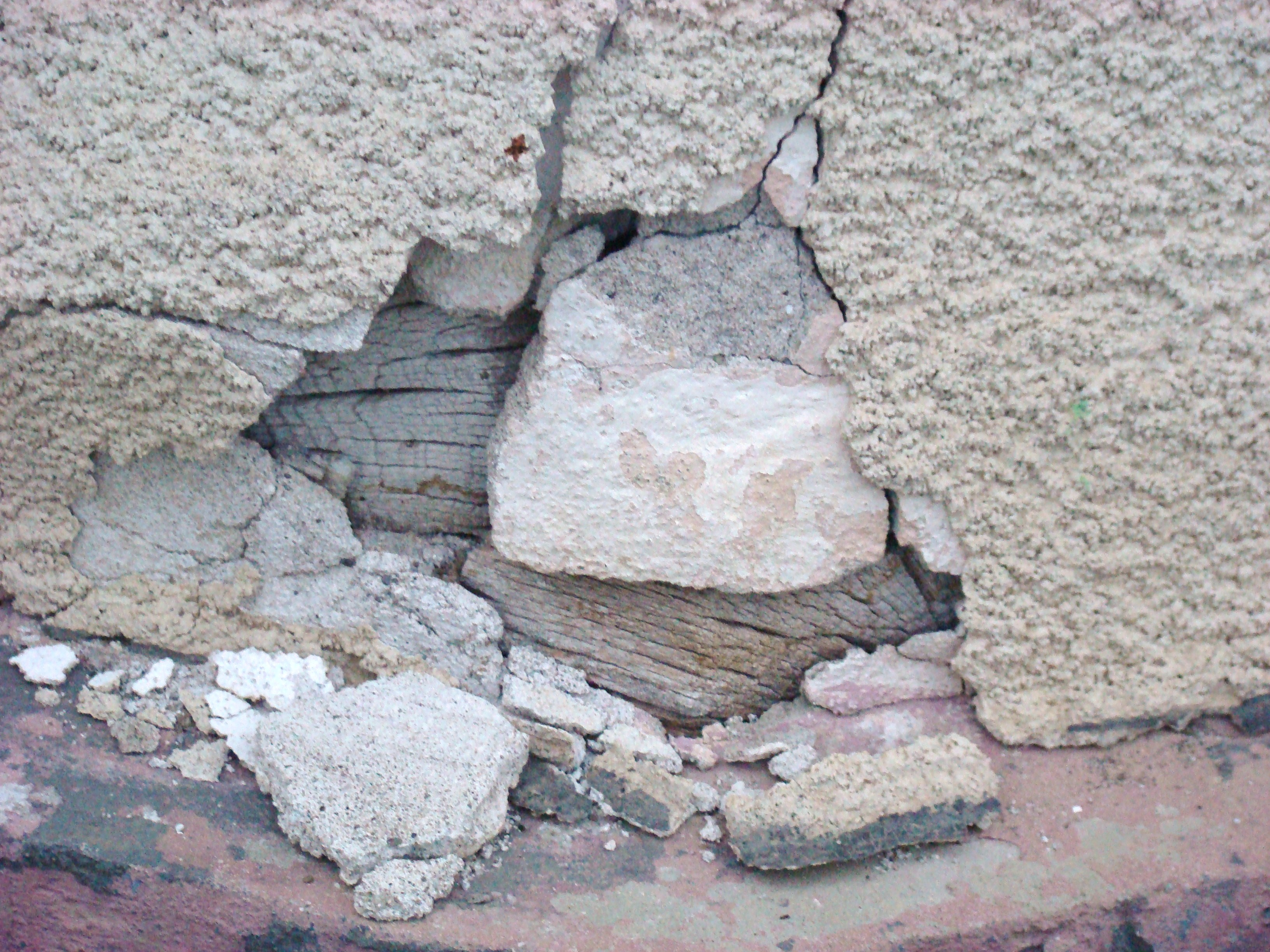
Lemn sub tencuială

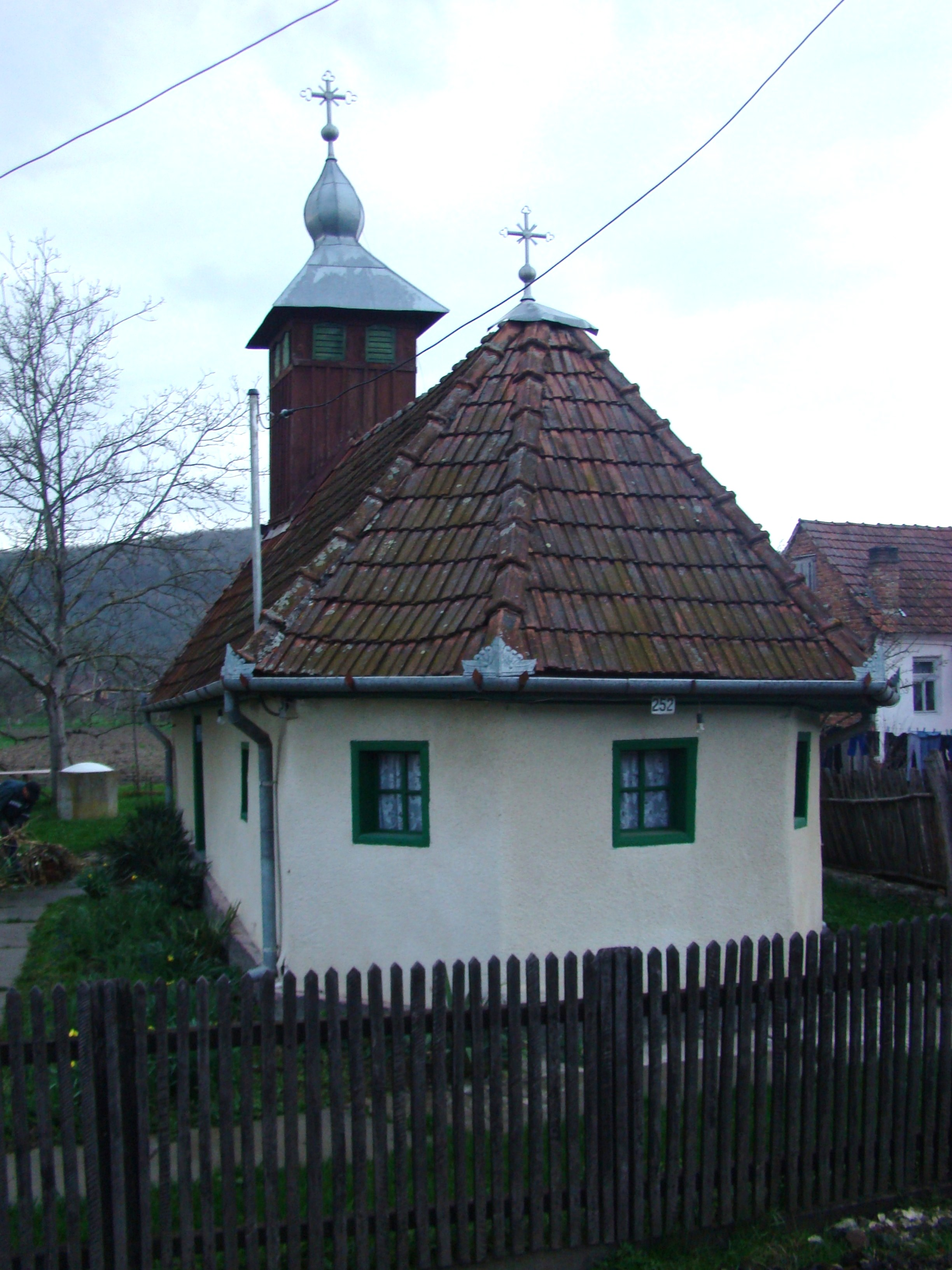
Biserica (est)

Biserica de lemn greco-catolică din Julița, comuna Vărădia de Mureș, județul Arad a fost construită în anul 1877. Are hramul „Sfânta Treime”.

## Istoric și trăsături
Satul, deși apare în documente relativ târziu (1479), este probabil mai vechi
Pe lângă biserica ortodoxă, în sat mai există și o bisericuță de lemn greco-catolică, construită spre sfârșitul secolului XIX. Eclipsată de prezența în localitate a celeilalte biserici de lemn, cu hramul „Intrarea în biserică a Maicii Domnului“, aflată în custodia Muzeului Țăranului Român, biserica se află pe partea stângă a drumului ce duce spre Slatina de Mureș. Conform tradiției orale a fost mutată de trei ori până să ajugă pe actualul amplasament. Lemnul pentru construcție a fost adus din Maramureș, fiind transportat cu plutele pe Mureș. Biserica nu mai are obiecte de valoare în patrimoniu, o mare parte din obiectele de cult și arhiva parohiei greco-catolice au dispărut în perioada tulbure de după 1948. Revenită în posesia greco-catolicilor după anul 1990, biserica, aflată într-o stare avansată de degradare, a fost reparată, tencuită și este folosită pentru serviciul religios de către cei circa 20 de credincioși greco-catolici, păstoriți de un preot paroh stabil, Micu Cristian. Parohia greco-catolică deține și o casă parohială.

## Imagini din exterior

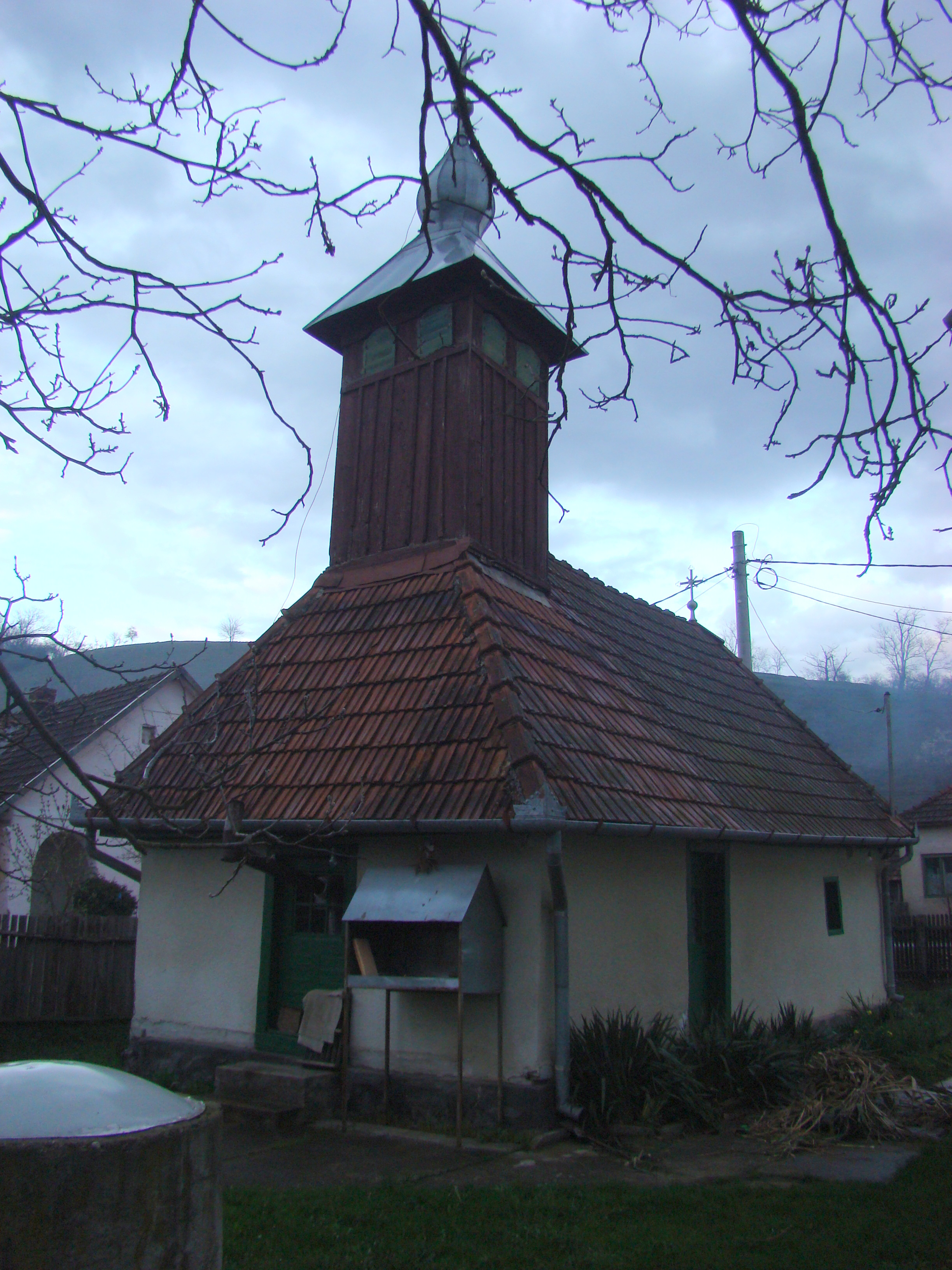
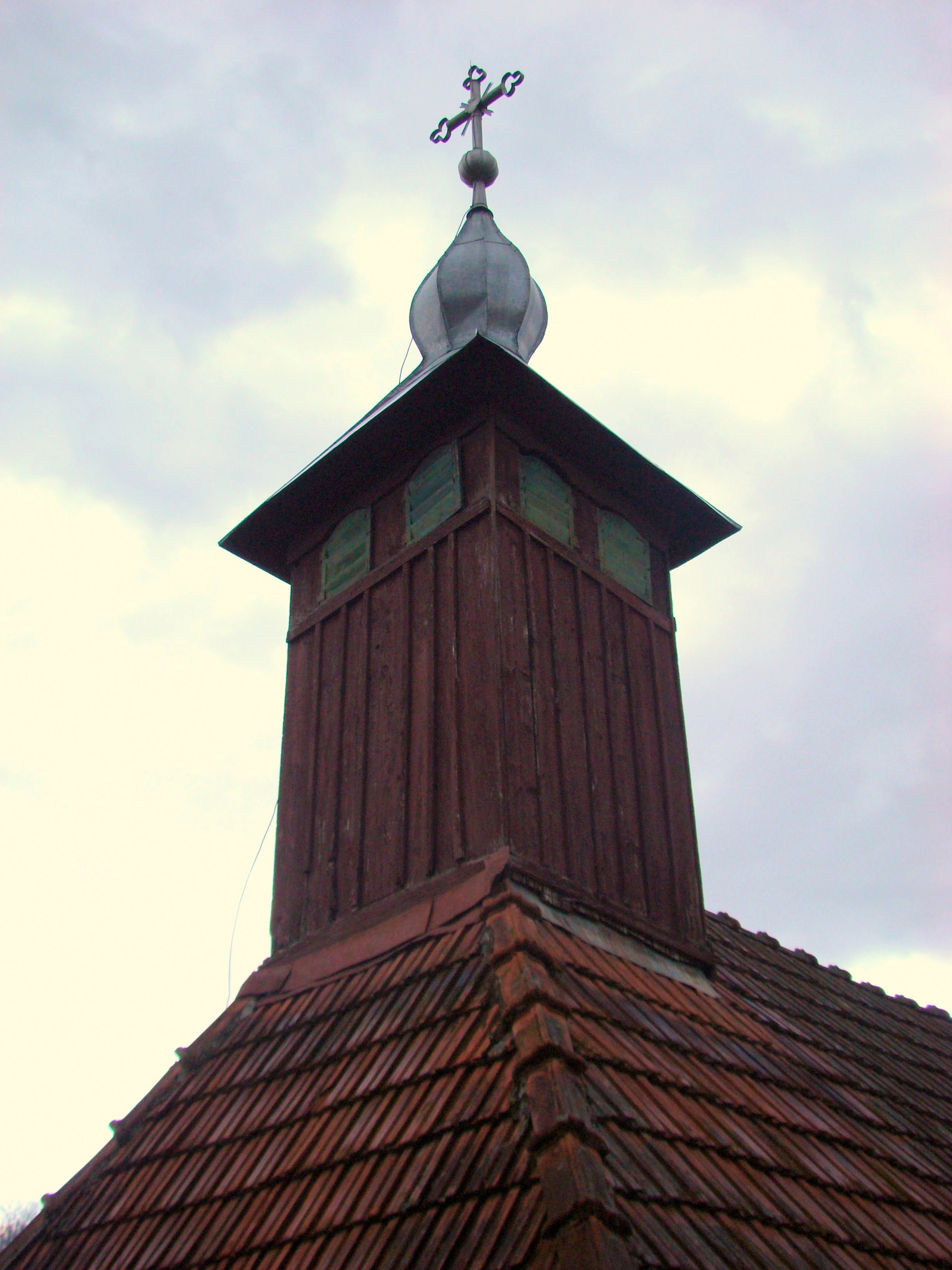
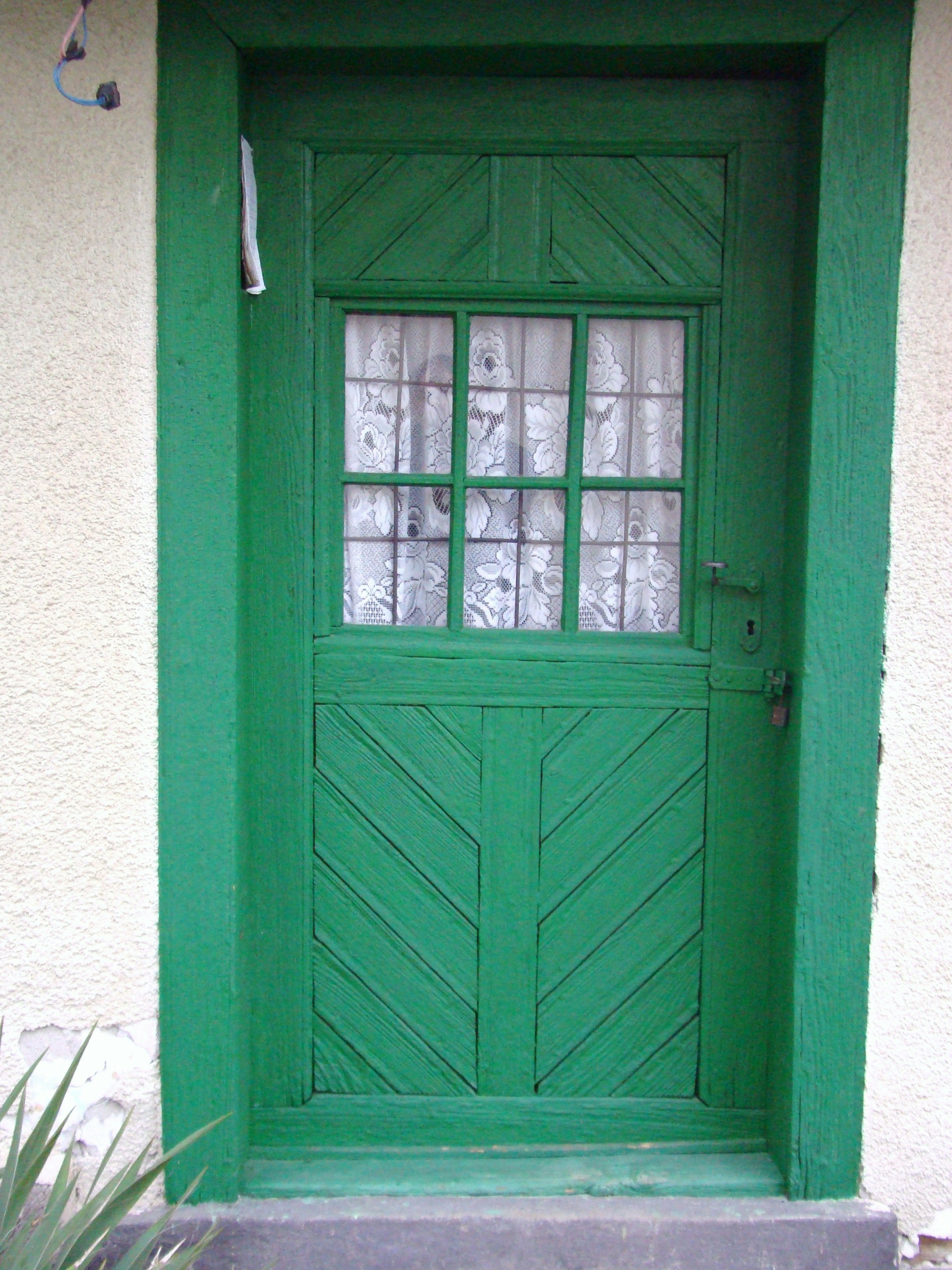
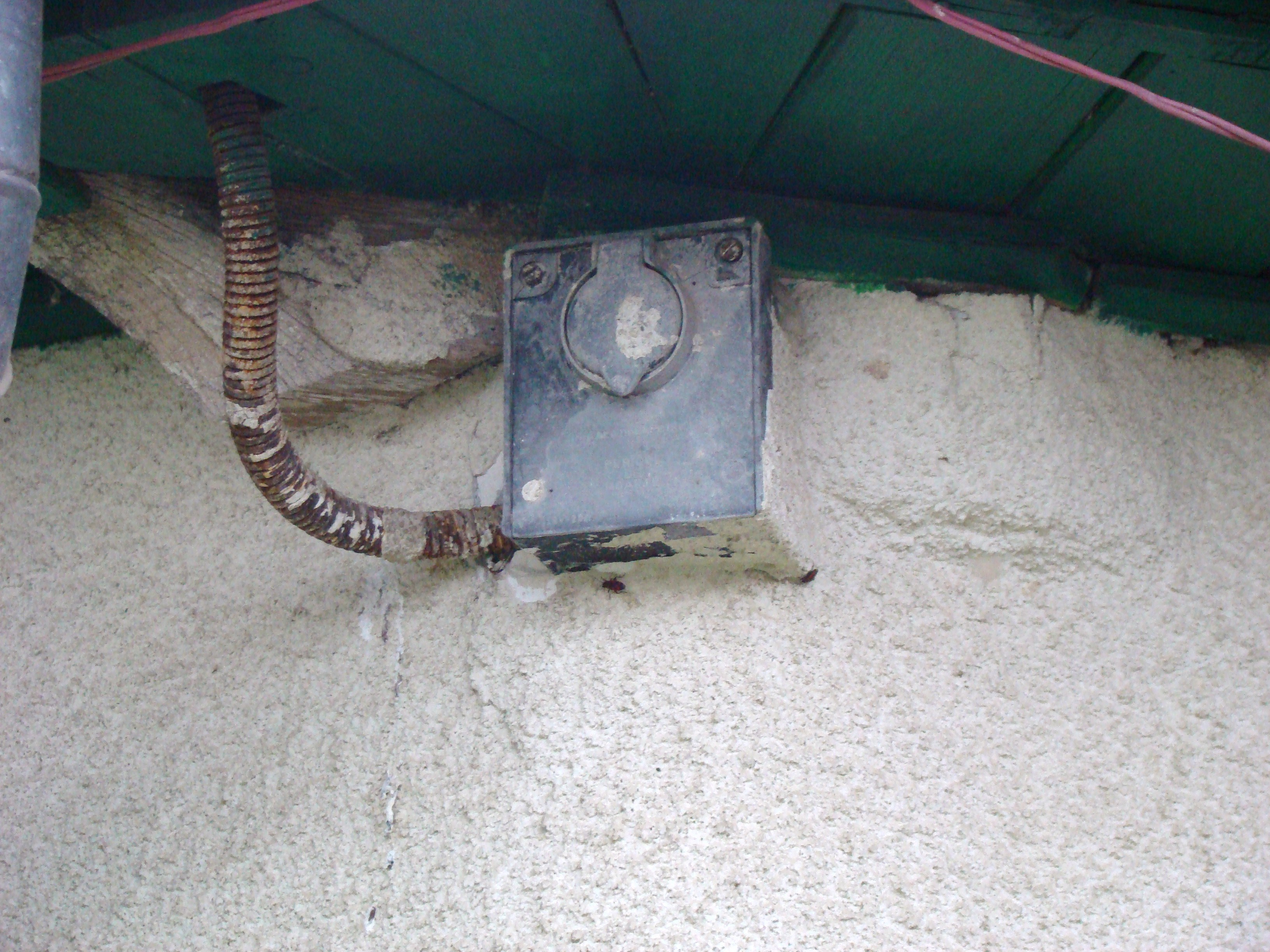
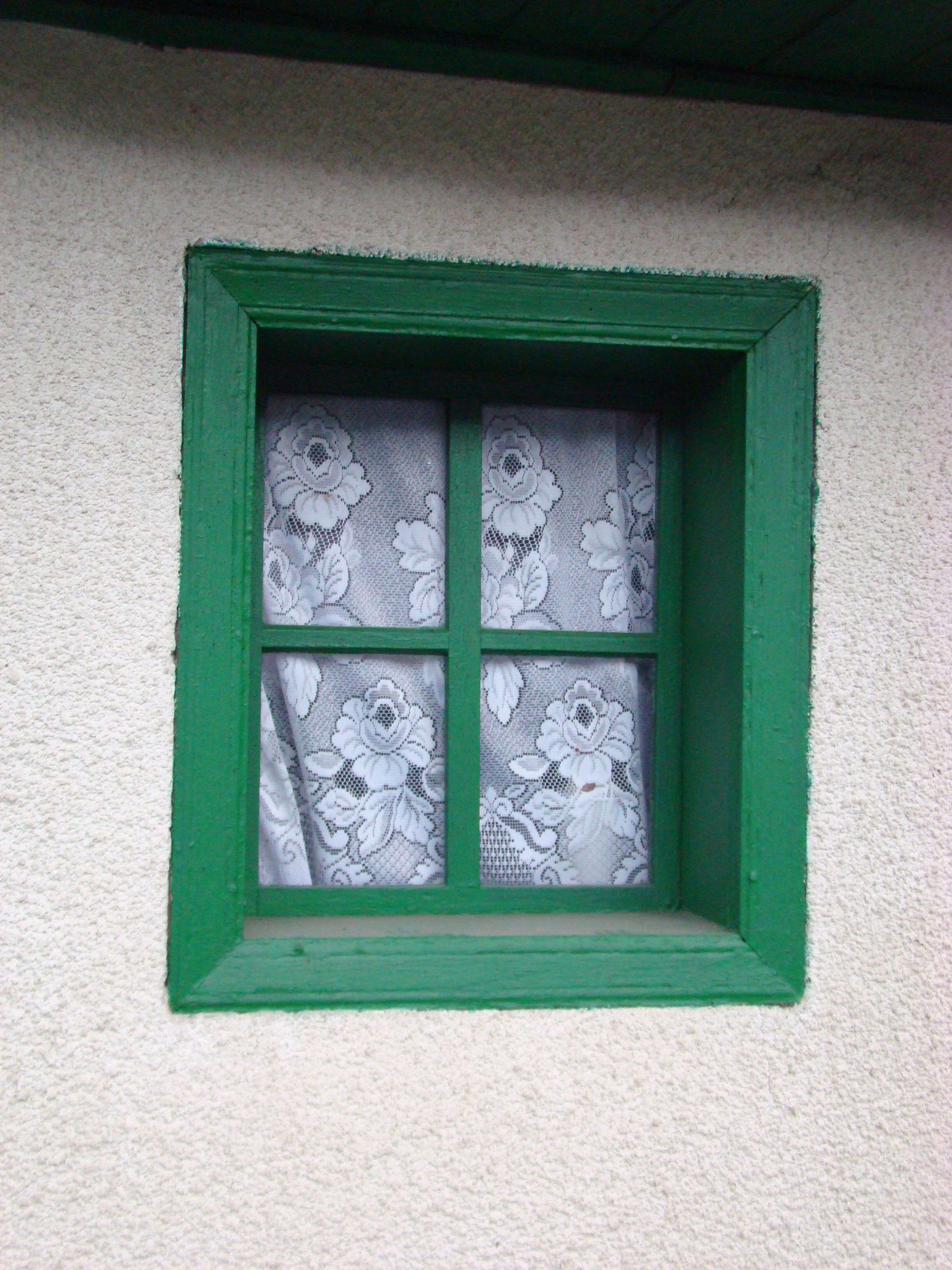
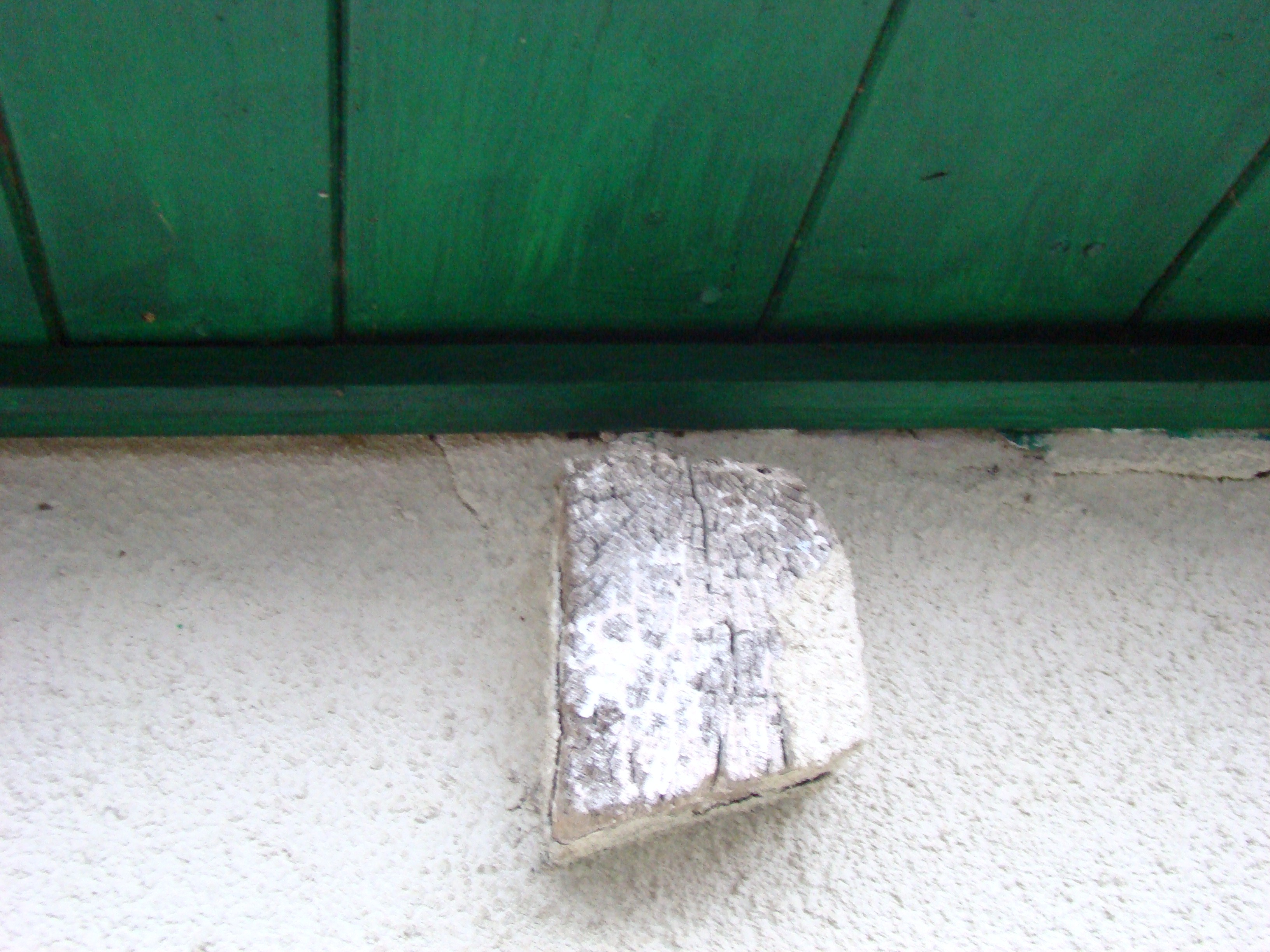
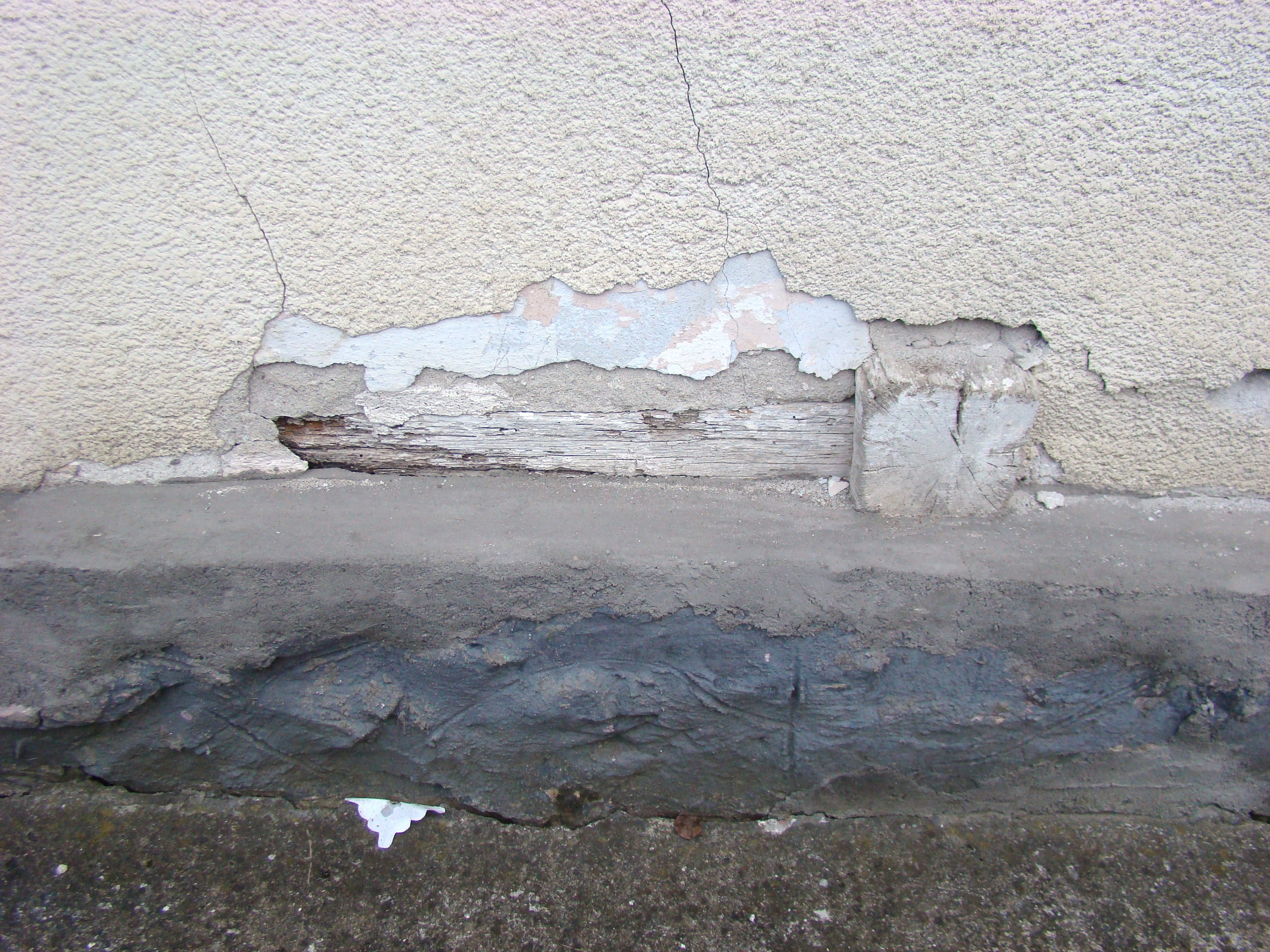
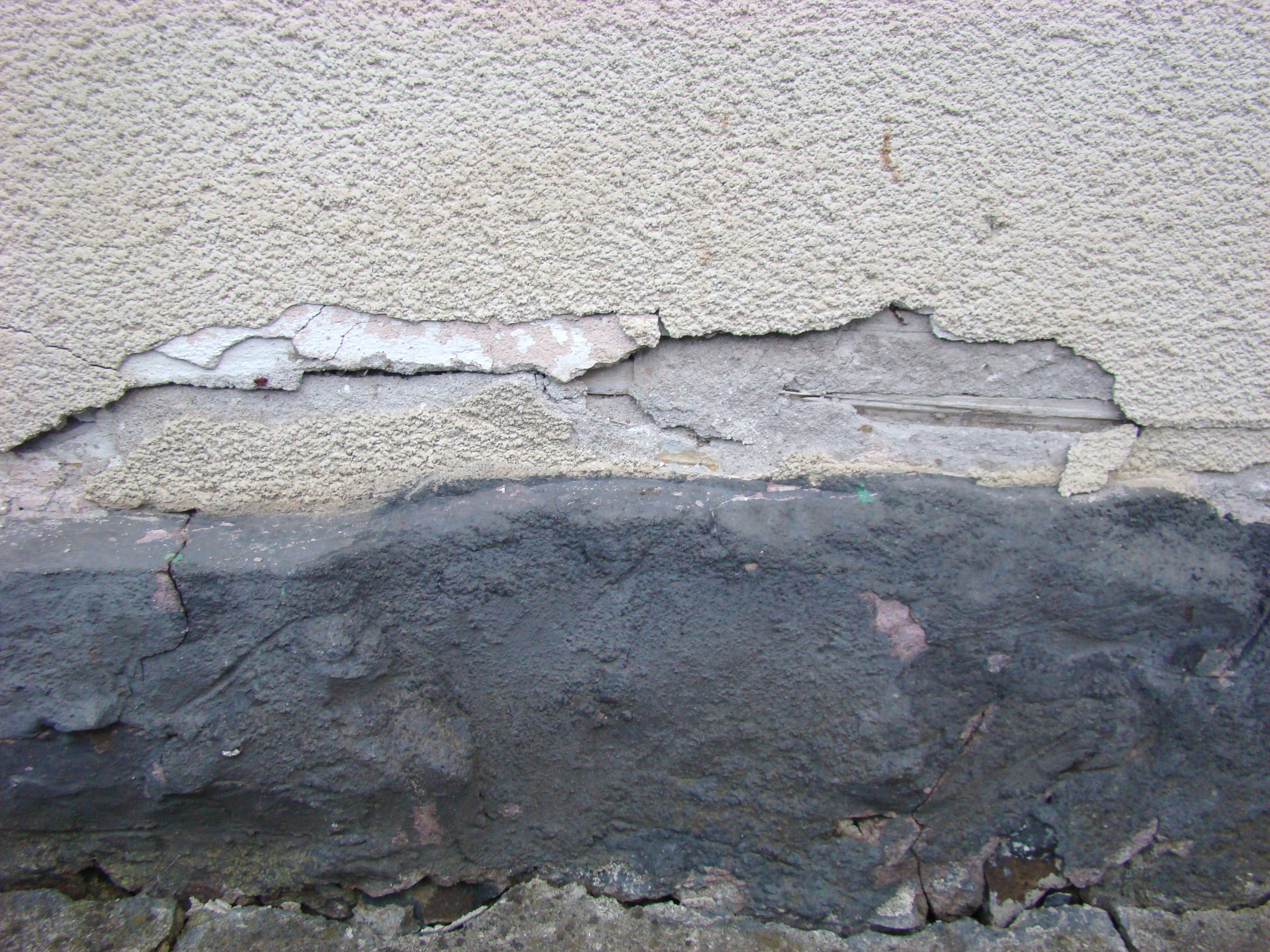
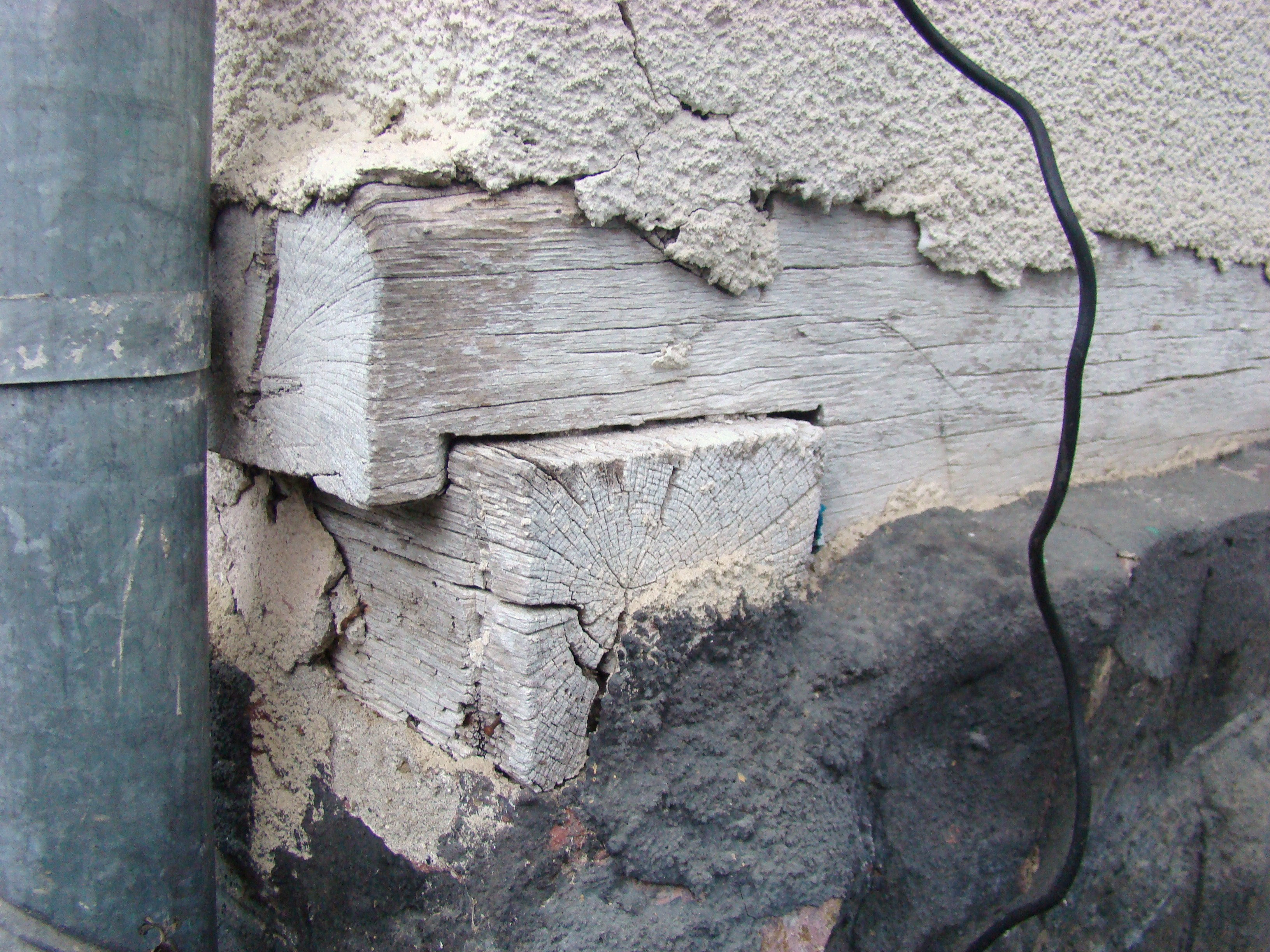
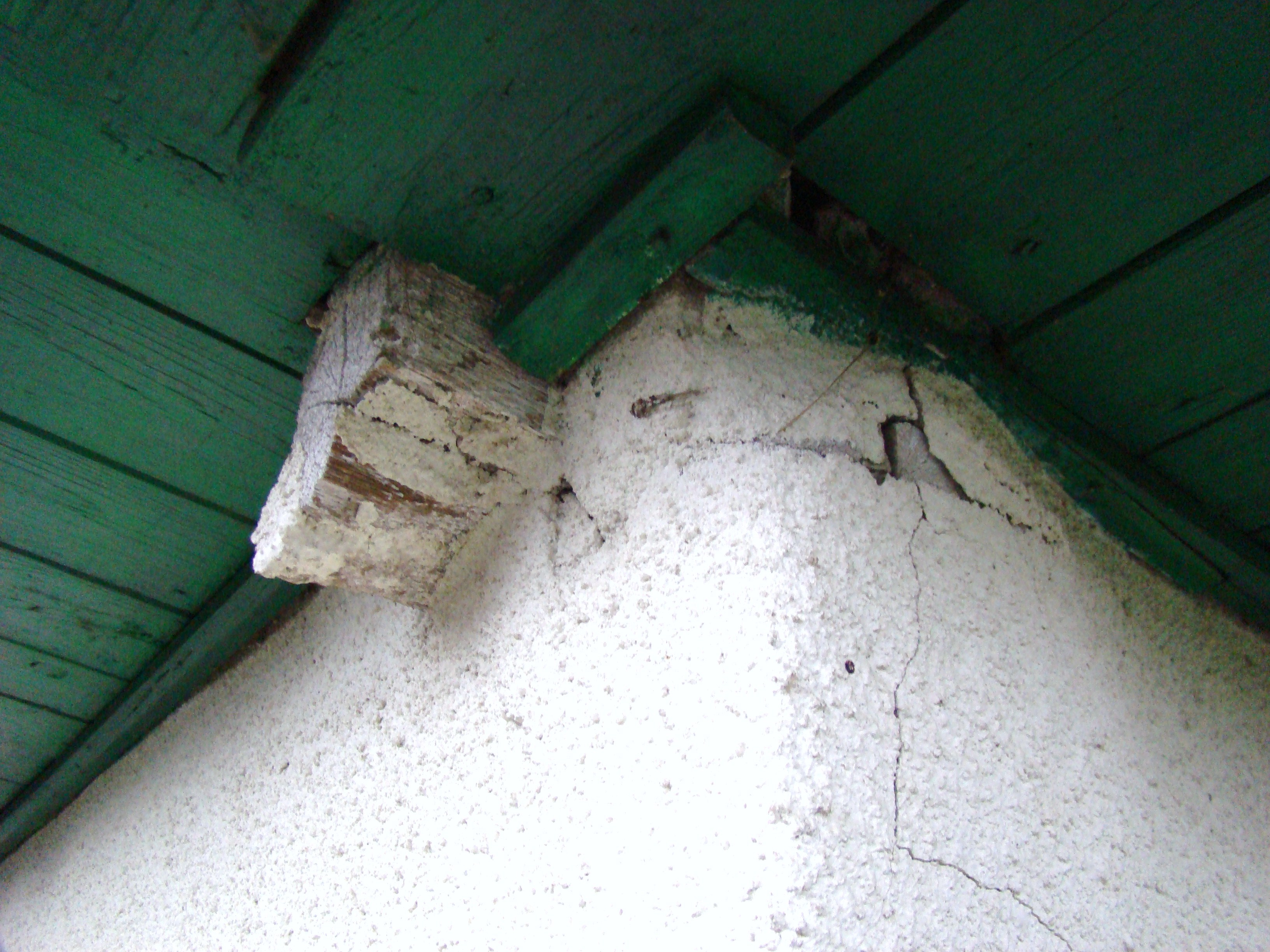
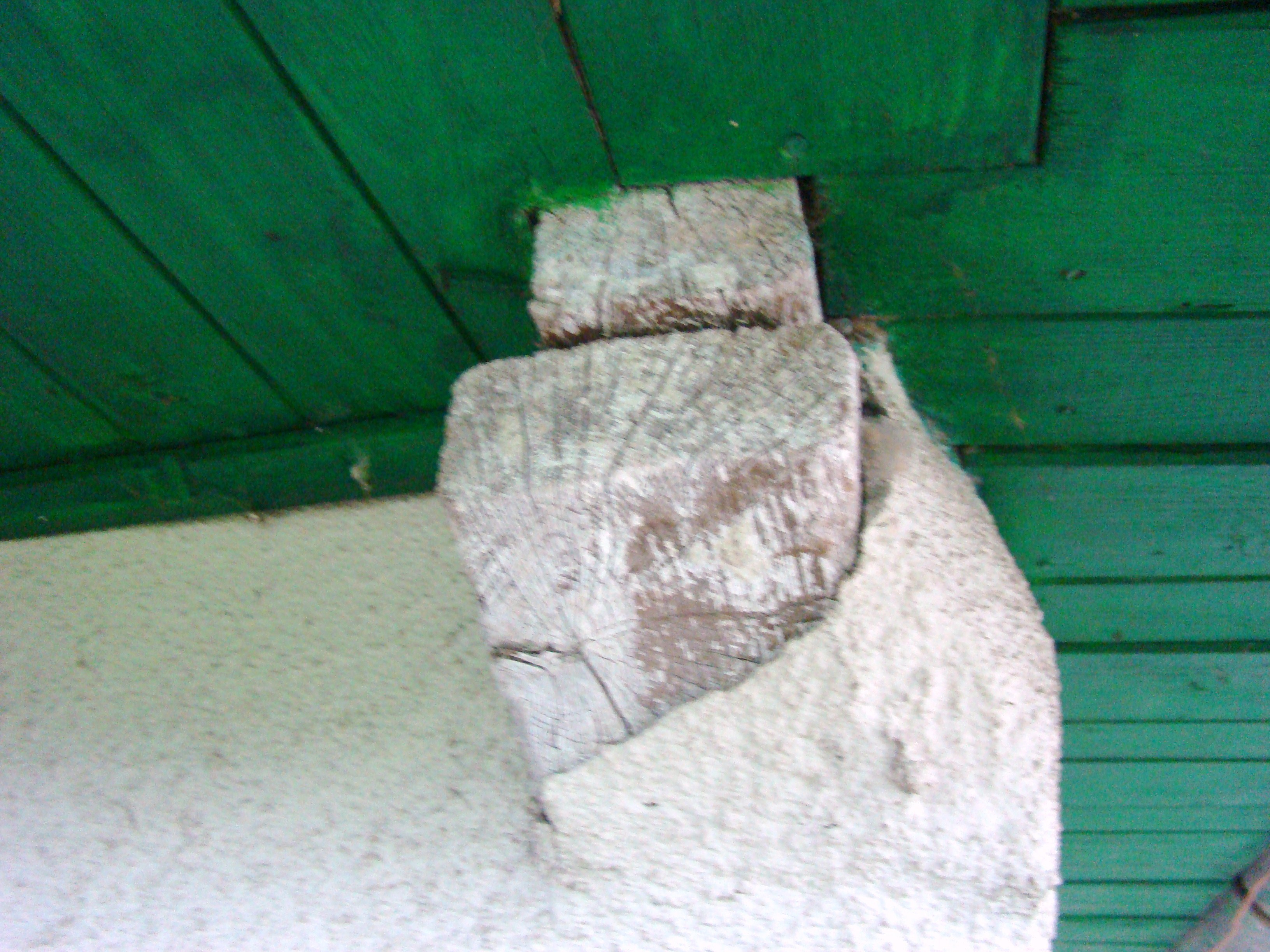
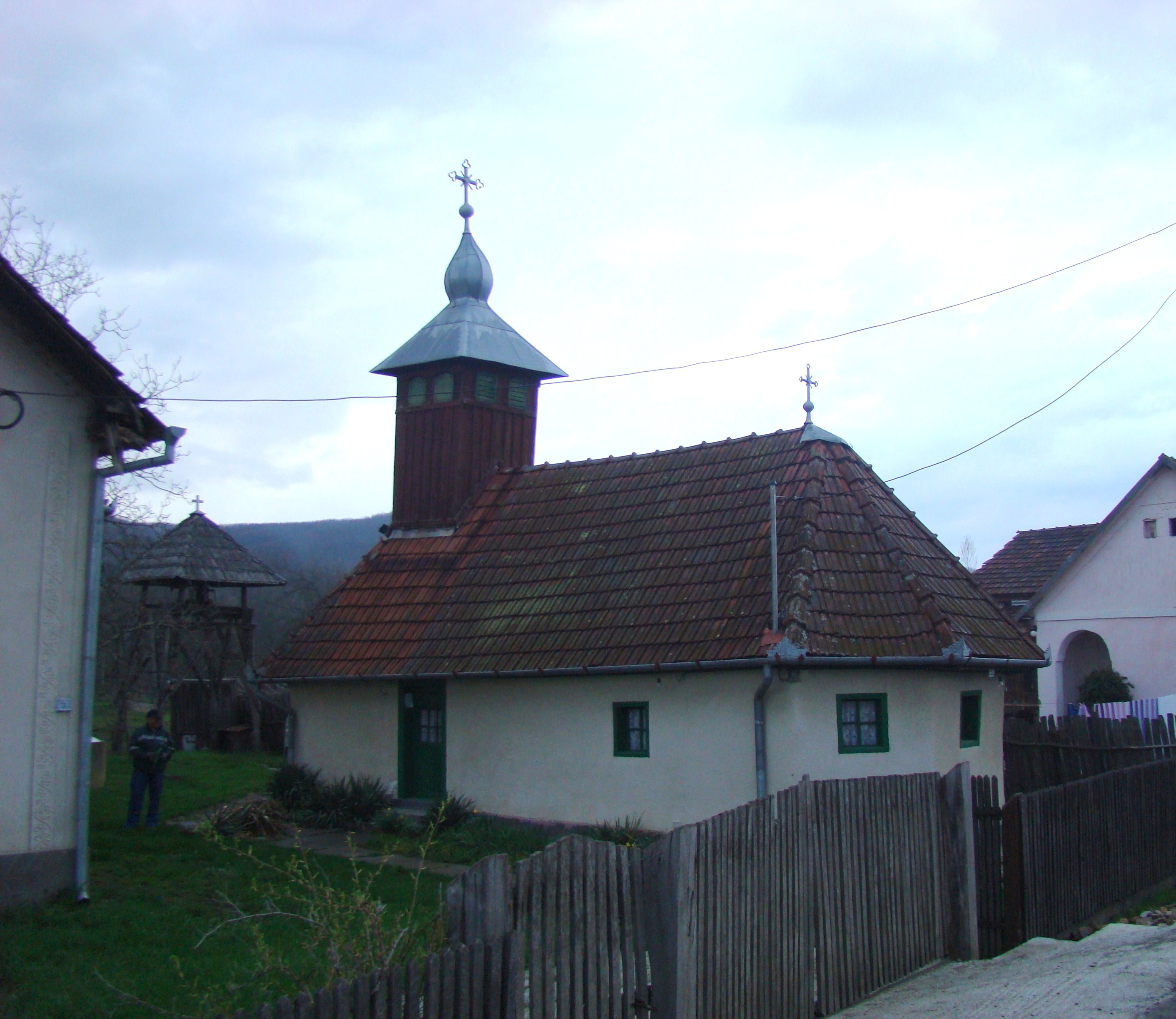
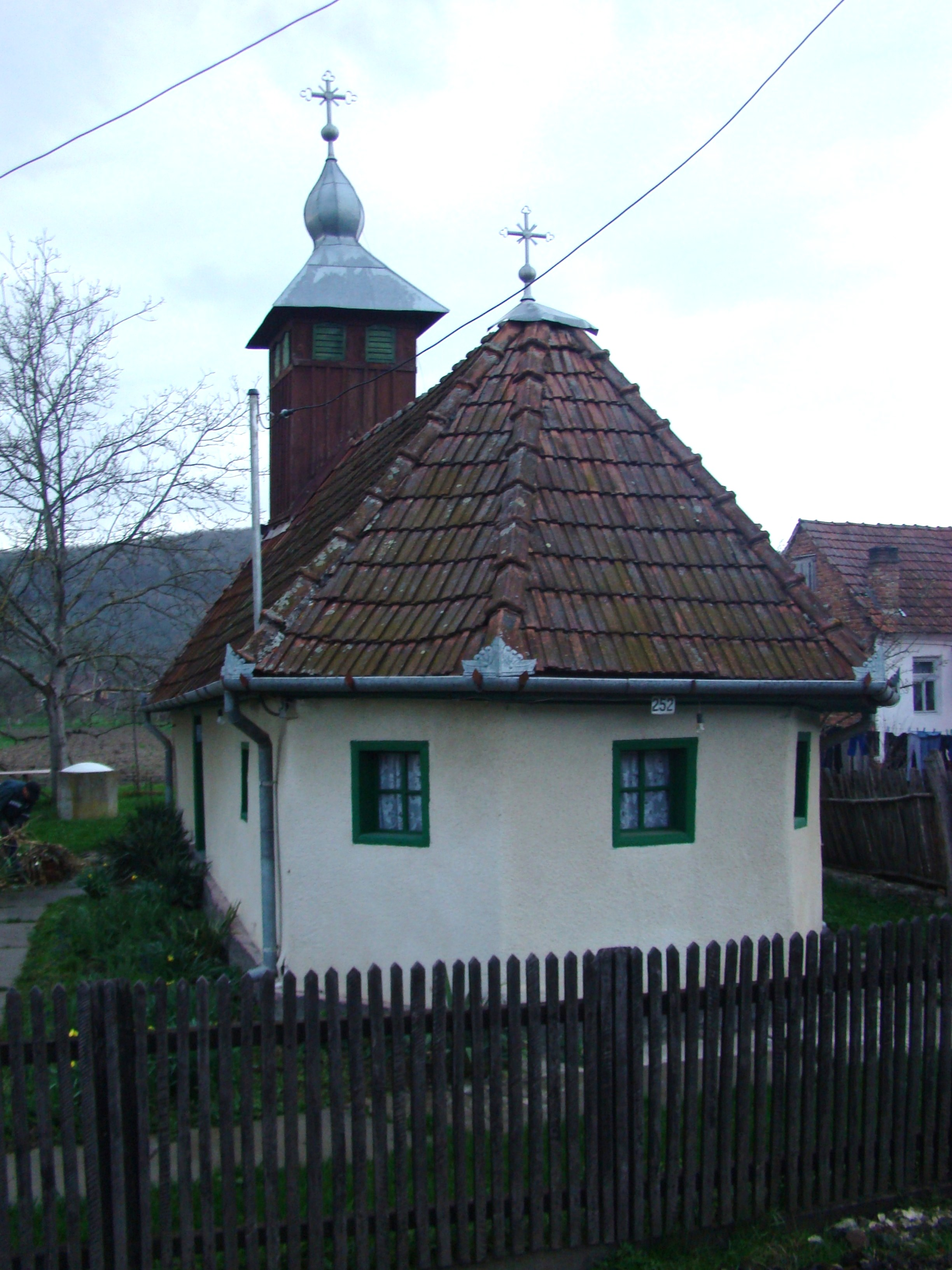
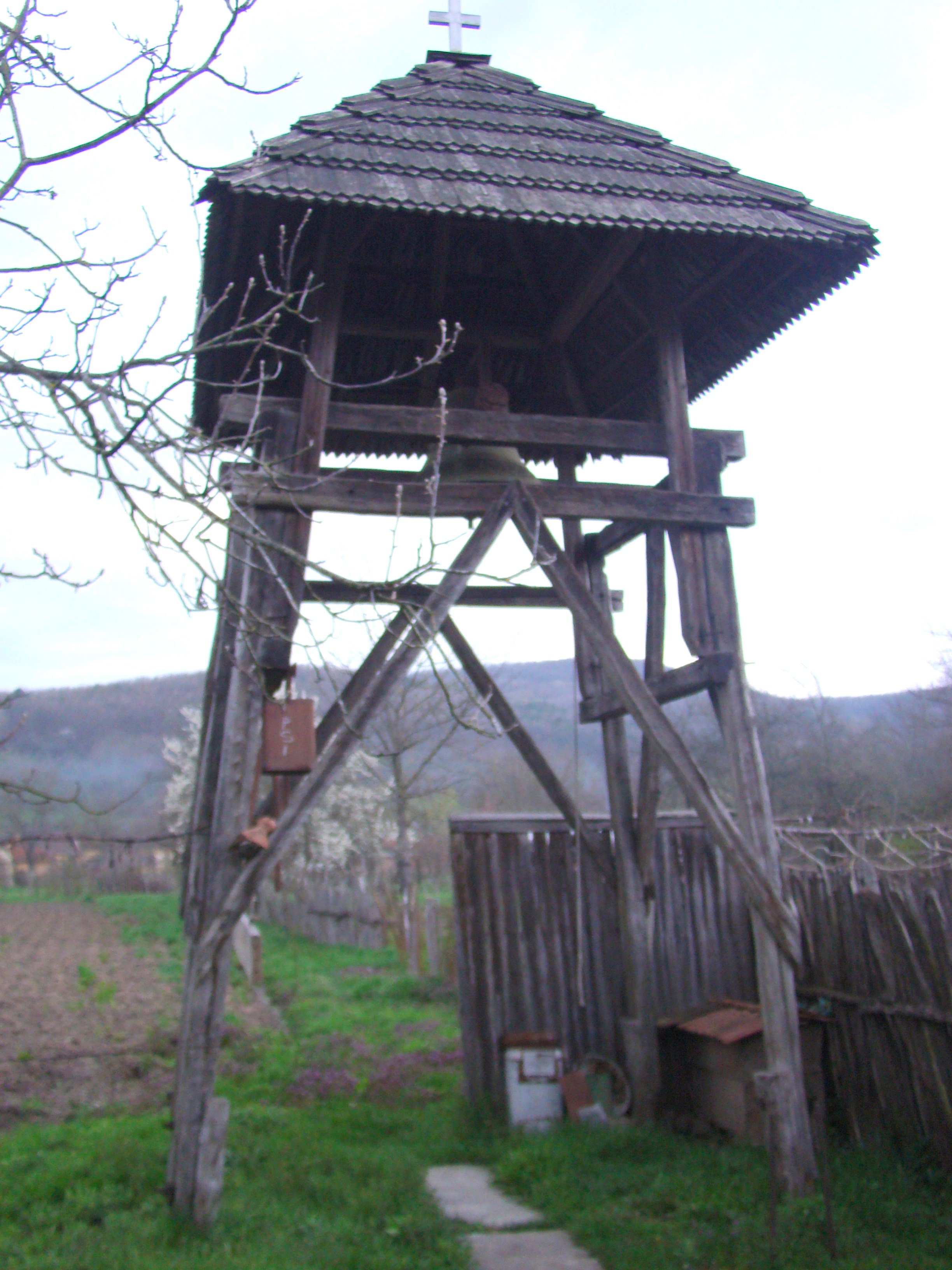
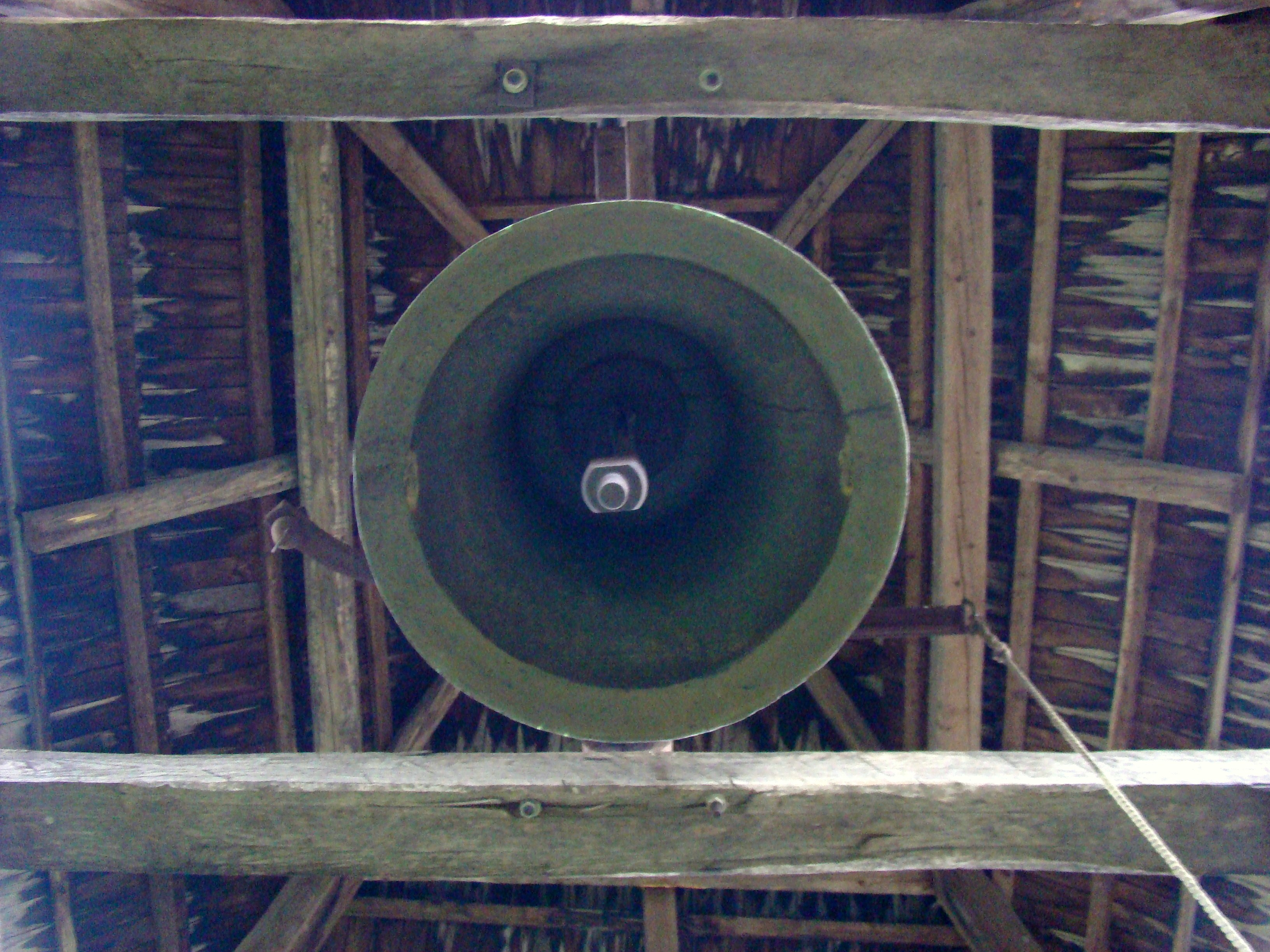
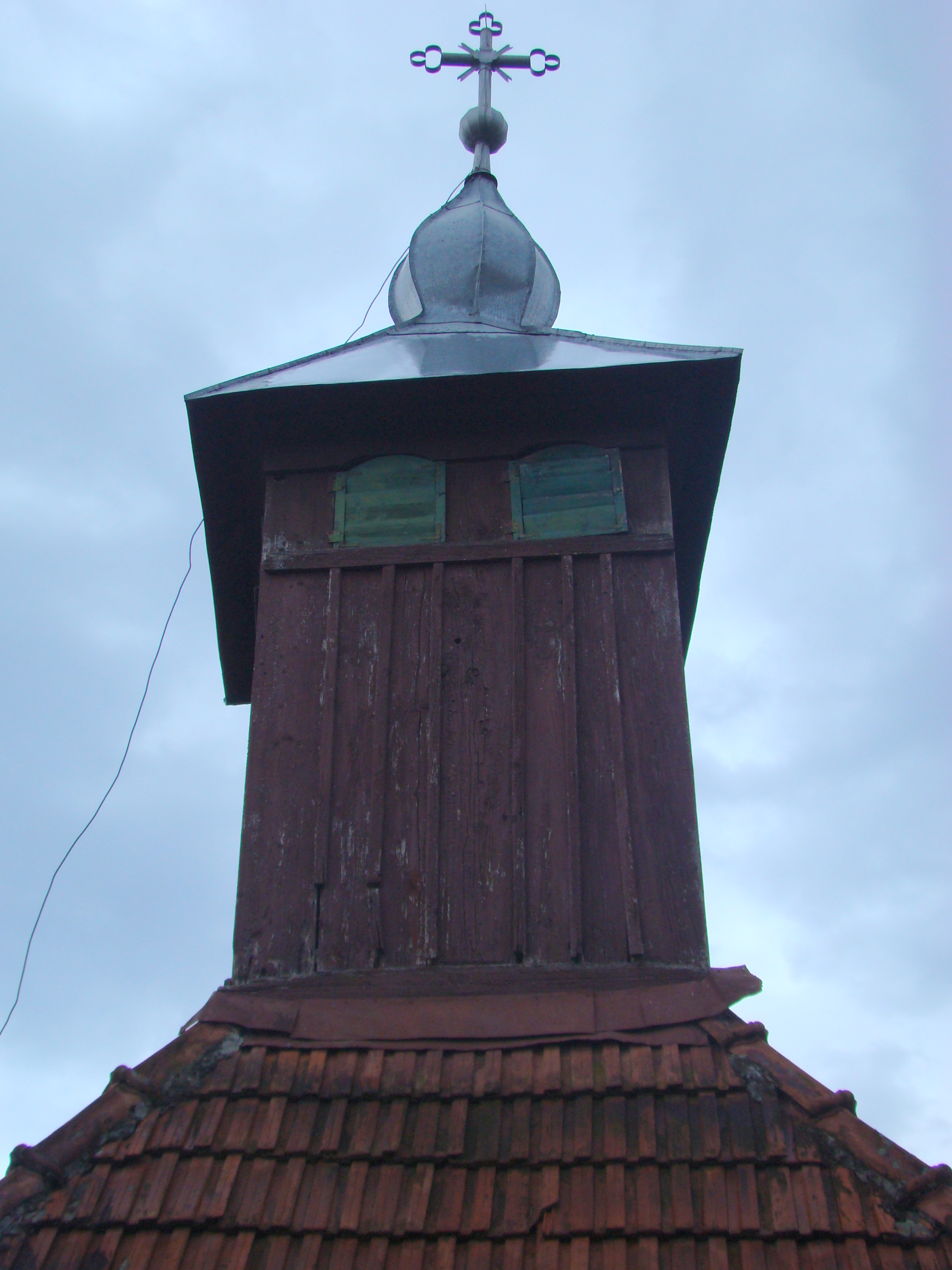